# Bollmannia umbrosa
Bollmannia umbrosa е вид бодлоперка от семейство Попчеви (Gobiidae).

## Разпространение и местообитание
Видът е разпространен в Еквадор, Колумбия, Коста Рика, Мексико, Никарагуа и Панама.
Среща се на дълбочина от 36 до 190 m, при температура на водата от 13 до 16,5 °C и соленост 34,9 ‰.

## Описание
На дължина достигат до 14 cm.